# Trèo cây Algérie
Trèo cây Algérie, tên khoa học Sitta ledanti, là một loài chim trong họ Sittidae. Chúng là loài đặc hữu của Algérie.